# Lee McRae
Lee McRae, född den 23 januari 1966, är en amerikansk före detta friidrottare som tävlade i kortdistanslöpning.
McRaes främsta år som friidrottare var 1987 då han inledde året med att vinna guld på 60 meter vid inomhus-VM. Senare samma år vann han guld vid Universiaden i Zagreb på 100 meter. Han vann också guld på 100 meter vid Panamerikanska spelen. Han avslutade året med att ingå i stafettlaget på 4 x 100 meter vid VM 1987 i Rom som vann guld.

## Personliga rekord
- 100 meter - 10,07 från 1987